# HD7119
HD7119 — хімічно пекулярна зоря спектрального класу A4, що має видиму зоряну величину в смузі V приблизно  7,5.
Вона  розташована на відстані близько 965,0 світлових років від Сонця.